# Ciucsângeorgiu
Ciucsângeorgiu (węg. Csíkszentgyörgy) – wieś w Rumunii, w okręgu Harghita, w gminie Ciucsângeorgiu. W 2011 roku liczyła 1938 mieszkańców.